# Nuvolento
Nuvolento (lombardul: Nigolènt) település Olaszországban, Lombardia régióban, Brescia megyében. Lakosainak száma 3864 fő (2023. január 1.). Nuvolento Bedizzole, Paitone, Prevalle, Serle és Nuvolera községekkel határos.

## Népesség
A település lakossága az elmúlt években az alábbi módon változott:
| Lakosok száma | 3962 | 3957 | 3864 |
|               | 2017 | 2018 | 2023 |